# Francesc Cortiella i Òdena
Francesc Cortiella i Òdena (Vilaverd, 16 de juny del 1933 – Tarragona, 26 de desembre de 1987) va ser professor universitari i historiador.
Estudià el batxillerat i la carrera de Magisteri a Tarragona, i posteriorment exercí de mestre a diverses poblacions com Rojals, Alforja, la Selva del Camp i Vila-rodona. L'any 1967 entrà al col·legi de Sant Pau de Tarragona com a director de la secció de primària. També exercí una incansable tasca d'animador de tota mena d'iniciatives pedagògiques, com la confecció del pessebre nadalenc i l'organització d'exposicions. Compaginà aquestes activitats amb la carrera de Filosofia i Lletres a Barcelona, que cursà entre 1970 i 1975 com a estudiant lliure.
Del col·legi Sant Pau passà a l'escola del barri de Sant Pere i Sant Pau, (curs 1973-74) i fou nomenat director de la nova escola pública de Bonavista pel curs 1974-75). Al setembre del 74 renuncià a la dita direcció per tal d'incorporar-se com a professor de geografia i història de secundària a la Universitat Laboral de Tarragona. L'any 1978 compaginà la feina a la Laboral amb la tasca de professor encarregat de curs a l'escola de Formació del professorat d'EGB de Tarragona.
Aquell mateix any 1978 acabà el doctorat d'Història Medieval, amb la tesi Una ciutat catalana a la Baixa Edat Mitjana: Tarragona, i l'any 1980 culminà els seus estudis universitaris amb la llicenciatura de Filologia Catalana. L'any següent concursà i obtingué la plaça de professor agregat interí a la Facultat de Filosofia i Lletres de Tarragona. Quan va morir era professor titular d'Història Medieval de la Universitat de Tarragona i co-secretari de la seva revista Universitas Tarraconensis.

### Obres de Francesc Cortiella
A més de nombroses conferències inèdites, diversos articles i comunicacions a congressos, i un cert nombre de col·laboracions a la revista El Brugent de La Riba, Cortiella fou autor dels llibres següents:
- Guia de Vilaverd Tarragona: Institut d'Estudis Tarraconenses "Ramon Berenguer IV", 1980
- Història de Constantí Constantí: Sindicat Agrícola, 1981
- Guia de Perafort Tarragona: Institut d'Estudis Tarraconenses "Ramon Berenguer IV", 1982
- Guia de la Secuita Tarragona: Institut d'Estudis Tarraconenses "Ramon Berenguer IV", 1982
- Francesc Cortiella, Josep Veciana i Aguadé Guia de Renau Tarragona: Institut d'Estudis Tarraconenses "Ramon Berenguer IV", 1982
- Història de Vilaverd Vilaverd: Ajuntament, 1982
- Una ciutat catalana a la Baixa Edat Mitjana: Tarragona Tarragona: Institut d'Estudis Tarraconenses "Ramon Berenguer IV", 1984
- Les lluites socials a Tarragona a la primera meitat del segle XV Tarragona: Ind. Gràf. Gabriel Gibert, 1984
- Francesc Cortiella, Montserrat Santmartí i Rosés [i cols.] Actes Municipals 1378-1379 i 1383-84 Tarragona: Ajuntament, 1984
- Francesc Cortiella, Montserrat Santmartí i Rosés [i cols.] Actes Municipals 1384-1385 i 1385-86 Tarragona: Ajuntament, 1986
- Història de la Pobla de Mafumet La Pobla de Mafumet: Ajuntament, 1986
- Francesc Cortiella, Pere Anguera Història d'Alforja Alforja: Ajuntament, 1986
- Francesc Cortiella, Montserrat Santmartí i Rosés [i cols.] Actes Municipals 1386-1387 i 1387-88 Tarragona: Ajuntament, 1987
- El gremi dels forners de Tarragona: textos de la Confraria de Nostra Senyora del Candeler i Sant Simeó (segles XVI/XVIII) Tarragona: Gremi Comarcal de Forners, 1987

### Obres sobre Francesc Cortiella
- Agustí Altisent Francesc Cortiella i Òdena (1933-1987): In memoriam, article necrològic a Universitas Tarraconensis 9 (1987)
- Universitas Tarraconensis: Homenatge al professor Francesc Cortiella i Òdena Tarragona: Facultat de Filosofia i Lletres, 1992